# كهنة غوية بالا (شبخوسلات)
کهنة غویة بالا (بالفارسية: کهنه گویه بالا) هي قرية تقع في إيران في قسم شبخوسلات الريفي. يقدر عدد سكانها بـ 218 نسمة بحسب إحصاء 2016.